# 東養寺 (徳島県つるぎ町)
東養寺（とうようじ）は、徳島県美馬郡つるぎ町半田に所在。端四国八十八箇所霊場第五十五番札所。本尊は薬師如来。

## 沿革
かつて日開野地区にあった寺。元禄12年（1699年）奉読誦の棟札が残る。神宮寺に合祀されたが仏堂に仏像などが安置されている。かつて旧暦正月8日には本尊薬師如来の化身が牛頭大王とされたため牛馬の守護神として崇拝された。

## 堂
内部祭壇は仏像毎に仕切られていて、中央に薬師如来、右に不動明王、弘法大師、左に毘沙門天、十一面観音菩薩。その他多くの仏像を祀っている。

## 所在地
- 徳島県美馬郡つるぎ町半田字日開野